# Lenovo
Lenovo Group, Ltd. (en chino: 联想集团, en pinyin: Liánxiǎng jítuán), abreviado simplemente como Lenovo, es una compañía multinacional china de tecnología, con sede central en Pekín, China.
La compañía diseña, desarrolla, fabrica y vende productos electrónicos, PDAs, computadoras personales (portátiles y de escritorio), tabletas, teléfonos inteligentes, estaciones de trabajo, servidores, dispositivos de almacenamiento electrónico, software de administración de las TI, televisores inteligentes, netbooks, periféricos, impresoras, escáneres de computadora, memorias, auriculares y manos libres para teléfonos móviles. También provee tecnología de información de integración y servicios de soporte, y su unidad QDI ofrece contratos de manufactura. La compañía también ofrece acceso a Internet a través de su portal FM365.com.
Su mercado consta de las líneas comerciales de computadoras portátiles para negocios, ThinkPad y ThinkBook; IdeaPad, Yoga, Legion y LOQ como sus líneas de computadoras portátiles para consumidores; y las líneas de computadoras de escritorio IdeaCentre y ThinkCentre.
Lenovo fue fundada en Pekín en noviembre de 1984 como Legend y fue constutuida en Hong Kong en 1988. La compañía adquirió el negocio de computadoras personales de IBM en 2005 y acordó adquirir su negocio de servidores basados en Intel en 2014. Lenovo ingresó al mercado de teléfonos inteligentes en 2012 y a partir de 2014 fue el mayor proveedor de teléfonos inteligentes en China continental. En 2014, la compañía adquirió el fabricante de teléfonos móviles Motorola Mobility de Google. En noviembre de 2017 adquirió el negocio de computadoras personales de Fujitsu por 157 millones de dólares con el fin de asegurarse suministros de componentes informáticos y así abaratar costes.
Lenovo tiene operaciones en más de 60 países y vende sus productos en alrededor de 160 países. Sus sedes principales se encuentran en Pekín y Morrisville (Carolina del Norte, EE. UU.), con centros de investigación en Pekín, Shanghái, Shenzhen, Xiamen, Chengdu, Nanjing, Wuhan, Yamato (Prefectura de Kanagawa, Japón) y Morrisville. También tiene una empresa conjunta con NEC, llamada Lenovo NEC Holdings, que produce computadoras personales para el mercado japonés.
En el año 2015 Lenovo se convirtió en el fabricante internacional de ordenadores líder en ventas más grande del mundo, volviendo a consolidarse en 2016 cuando superó a HP en dicha distinción. A partir de marzo de 2019 sigue siendo el mayor vendedor de computadoras personales del mundo.
La compañía cotiza sus acciones en la bolsa de valores de Hong Kong y es un constituyente de las corporaciones afiliadas al Índice Hang Seng en China, a menudo denominado "Chips rojos". Asimismo, es patrocinador del Inter de Milán , de la Scuderia Ferrari y del Ducati Lenovo Factory Team de Moto GP

## Historia

### Primeros años

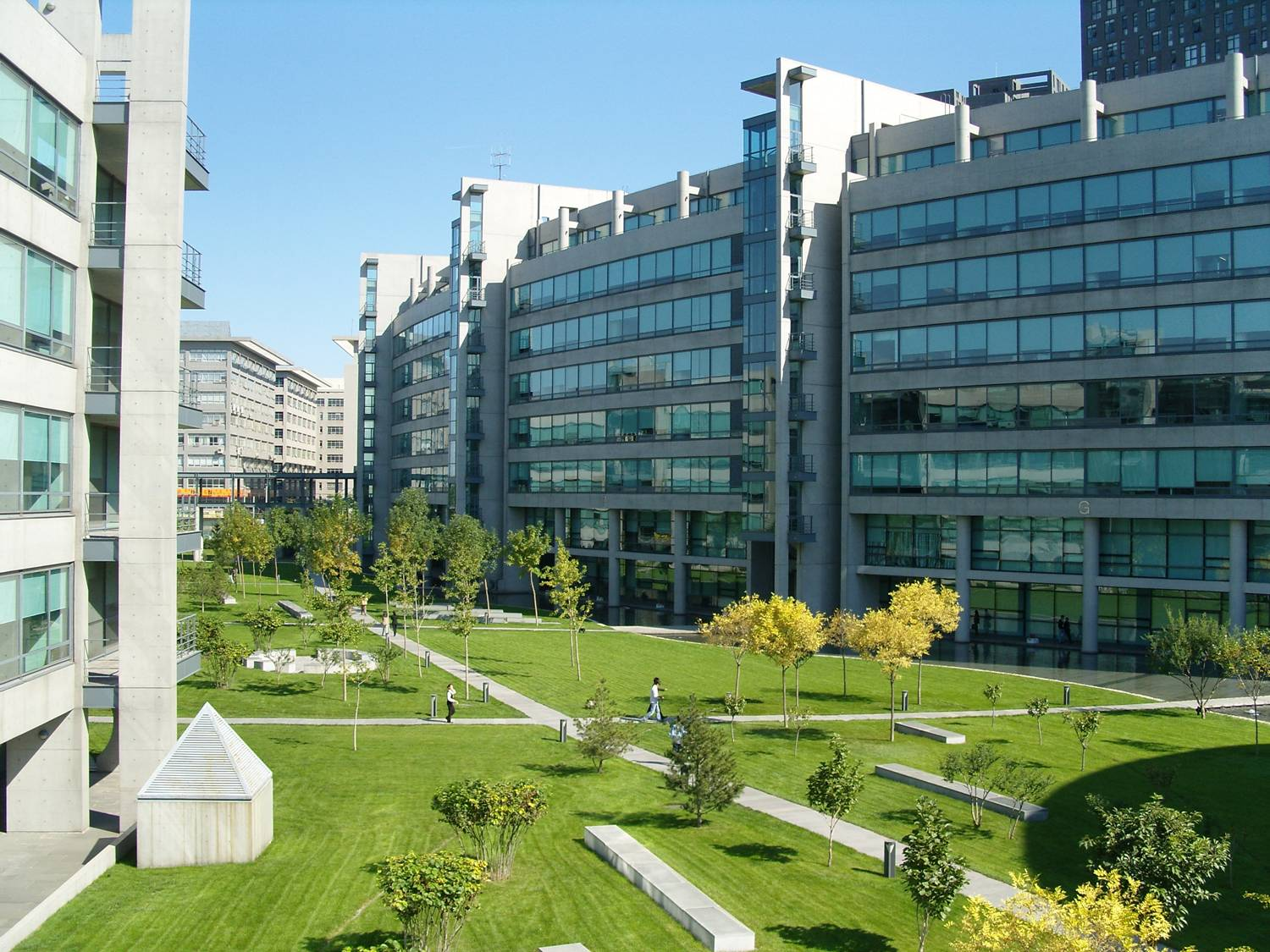
Campus Lenovo R&D en Pekín.

Liu Chuanzhi junto con un grupo de diez ingenieros (todos en su mediana edad) fundaron Lenovo el 1 de noviembre de 1984 en Pekín con 200.500 yuanes. El gobierno chino aprobó la constitución de Lenovo el mismo día. Jiǎ Xùfú (贾 续 福), uno de los fundadores de Lenovo, indica que la primera reunión en preparación para comenzar la compañía se celebró el 17 de octubre del mismo año. Asistieron once personas (la totalidad del personal inicial). Cada uno de los fundadores era miembro del Instituto de Tecnología Informática adscrito a la Academia de las Ciencias en China. Los 200.000 yuanes utilizados como capital inicial fueron aprobados por Zēng Màocháo (曾 茂 朝). El nombre de la compañía acordada en esta reunión fue la Compañía de Desarrollo de Nuevas Tecnologías e Instituto de Investigación de Tecnología Informática de la Academia de Ciencias de China.
Su primer esfuerzo importante, un intento de importar televisores, fracasó. El grupo se reconstruyó dentro de un año al realizar controles de calidad en las computadoras para nuevos compradores. Lenovo pronto comenzó a desarrollar una placa de circuito que permitiría a las computadoras personales compatibles con IBM procesar caracteres chinos. Este producto fue el primer gran éxito de Lenovo. La compañía también intentó y no logró comercializar un reloj digital. Liu dijo: «Nuestro equipo de administración a menudo difería en qué camino comercial viajar. Esto condujo a grandes discusiones, especialmente entre el jefe de ingeniería y yo. Sintió que si la calidad del producto era buena, entonces se vendería solo. Pero yo sabía que esto no era cierto, que el marketing y otros factores eran parte del eventual éxito de un producto». El hecho de que su personal tuviera poca experiencia comercial agravó las dificultades iniciales de Lenovo. «Éramos principalmente científicos y no entendíamos el mercado», dijo Liu. «Acabamos de aprender por ensayo y error, lo cual fue muy interesante, pero también muy peligroso», dijo Liu. En 1990, Lenovo comenzó a fabricar y comercializar computadoras utilizando su propia marca.
En mayo de 1988, Lenovo colocó su primer anuncio de contratación. El anuncio fue colocado en la página principal de China Youth News. Tales avisos eran bastante raros en ese China entonces. De los 500 encuestados, 280 fueron seleccionados para tomar un examen escrito de empleo. 120 de estos candidatos fueron entrevistados en persona. Aunque inicialmente los entrevistadores solo tenían autoridad para contratar a 16 personas, 58 recibieron ofertas. El nuevo personal incluía a 18 personas con títulos de posgrado, 37 con títulos de pregrado y tres estudiantes sin educación de nivel universitario. Su edad promedio era de 26 años. Yang Yuanqing, el actual director ejecutivo de Lenovo, estaba entre ese grupo.
Liu Chuanzhi recibió el permiso del gobierno para formar una filial en Hong Kong y trasladarse allí junto con otros cinco empleados. El padre de Liu, que ya se encontraba en Hong Kong, fomentó las ambiciones de su hijo a través de la tutoría y la facilitación de préstamos. Liu se mudó a Hong Kong en 1988. Para ahorrar dinero durante este período, Liu y sus compañeros de trabajo caminaron en lugar de tomar el transporte público. Para mantener las apariencias, alquilaron habitaciones de hotel para reuniones.

### OPI, segundas ofertas y ventas de bonos
Lenovo cotiza en bolsa después de enlistarse en Hong Kong en 1994 que recaudó casi 30 millones de dólares. Antes de su salida a bolsa, muchos analistas se mostraron optimistas sobre Lenovo. La compañía fue elogiada por su buena gestión, fuerte reconocimiento de marca y potencial de crecimiento. Los analistas también se preocuparon por la rentabilidad de Lenovo. La oferta pública inicial de Lenovo se suscribió masivamente. En su primer día de operaciones, el precio de las acciones de la compañía alcanzó un máximo de HK $2.07 y cerró a HK $2.00. Los ingresos de la oferta se usaron para financiar oficinas de ventas en Europa, Norteamérica y Australia, para expandir y mejorar la producción, la investigación, el desarrollo, y para aumentar el capital de trabajo.
Cuando Lenovo apareció por primera vez, sus gerentes pensaron que el único propósito de salir al público era recaudar capital. Tenían poco conocimiento de las reglas y responsabilidades que acompañaban a la gestión de una empresa pública. Antes de que Lenovo llevara a cabo su primera oferta secundaria en 1997, Liu anunció orgullosamente la intención de la compañía sólo a través de los principales periódicos, y sus autoridades suspendieron sus existencias durante dos días para castigar su declaración. Esto ocurrió varias veces hasta que Liu se enteró de que tenía que elegir sus palabras cuidadosamente en público. La primera vez que Liu viajó a Europa en un "roadshow" para hablar sobre las acciones de su compañía, se sorprendió por las preguntas escépticas a las que estaba sometido y se sintió ofendido. Liu luego entendió que era responsable ante los accionistas. Dijo: «Antes solo tenía un jefe, pero CAS nunca me preguntó nada. Confié en mi propia iniciativa para hacer cosas. Empezamos a pensar en cuestiones de credibilidad. Legend comenzó a aprender a convertirse en una empresa verdaderamente internacional»."
Para financiar su continuo crecimiento, Lenovo emitió una oferta secundaria de 50 millones de acciones en el mercado de Hong Kong en marzo de 2000 y recaudó aproximadamente $212 millones de dólares.
Mary Ma, directora financiera de Lenovo entre 1990 y 2007, estuvo a cargo de las relaciones con los inversores. Bajo su liderazgo, Lenovo integró exitosamente la rendición de cuentas al estilo occidental en su cultura corporativa. El énfasis de Lenovo en la transparencia le valió una reputación por ser el mejor gobierno corporativo entre las firmas de China continental. Todos los problemas principales relacionados con su junta directiva, administración, principales transferencias de acciones y fusiones y adquisiciones se informaron de manera justa y precisa. Si bien las empresas que cotizaban en la bolsa de Hong Kong solo debían emitir informes financieros dos veces al año, Lenovo seguía la norma internacional de emitir informes trimestrales. Lenovo creó un comité de auditoría y un comité de compensación con directores no administrativos. La compañía comenzó roadshows dos veces al año para reunirse con inversores institucionales. Mary Ma organizó la primera conferencia de relaciones con inversores celebrada en China continental. La conferencia se celebró en Pekín en 2002 y se televisó en circuito cerrado de televisión (CCTV). Liu y Ma copatrocinaron la conferencia y ambos dieron discursos sobre gobierno corporativo.
La compañía experimentó una reestructuración y fue separada en dos entidades. Estas fueron «Lenovo» y «Digital China Holdings Limited». Lenovo se volvió el fabricante de computadoras personales y Digital China Holdings un distribuidor de productos y servicios de tecnologías de la información (IT).
En el año 2005 Lenovo compró definitivamente la división de ordenadores de IBM, lo que la convirtió en el fabricante internacional de ordenadores más grande del mundo. Lenovo pagó $1.270 millones a IBM que consistía en $655 millones en efectivo y 600 en acciones de Lenovo. Como resultado de la adquisición, Lenovo obtuvo los derechos de las líneas de productos así como las marcas registradas tal como ThinkPad, ThinkVision, ThinkVantage, ThinkCentre, NetVista, que posteriormente, ayudaron a complementar las líneas de productos Aptiva, IdeaPad, IdeaCentre y Legion. El 1 de mayo de 2005, IBM poseía el 19.9% de Lenovo.
En mayo de 2015, Lenovo reveló un nuevo logotipo en Lenovo Tech World en Pekín, con el lema «La innovación nunca se detiene» (chino: 创新无止境). El nuevo logotipo de Lenovo, creado por Saatchi, Nueva York, puede ser modificado por sus agencias de publicidad y socios de ventas, dentro de las restricciones, para adaptarse al contexto. Tiene una "e" descansando y está rodeada por una caja que se puede modificar para usar una escena relevante, un color sólido o una fotografía. El director de marketing de Lenovo, David Roman, dijo: «Cuando comenzamos a analizarlo, no se trataba solo de un cambio en la tipografía o el aspecto del logotipo. Preguntamos "si realmente somos una empresa centrada en el cliente y orientada a la red ¿Cómo debería ser el logotipo?" Primero se nos ocurrió la idea de un logotipo digital... diseñado para ser utilizado en Internet y adaptable al contexto».
A principios de junio de 2015, Lenovo anunció planes para vender hasta $650 millones de dólares en bonos a cinco años denominados en yuan chino. Los bonos se venderán en Hong Kong con un cupón que oscila entre el 4,95% al 5,05%. Esta es solo la segunda venta de bonos en la historia de Lenovo. Los comentaristas financieros señalaron que Lenovo estaba pagando una prima para hacer una lista de los bonos en yuanes, dados los costos relativamente bajos para los préstamos en dólares estadounidenses.

### Tianxi
La computadora Tianxi fue diseñada para facilitar a los consumidores chinos sin experiencia el uso de computadoras y el acceso a Internet. Una de sus características más importantes era un botón que conectaba instantáneamente a los usuarios a Internet y abría el navegador web. Fue co-marca con China Telecom y se incluyó con un año de servicio de Internet. El Tianxi fue lanzado en 1998. Fue el resultado de dos años de investigación y desarrollo. Tenía una carcasa de color pastel con forma de concha y un concentrador USB de siete puertos debajo de su pantalla. A partir del año 2000, Tianxi fue la computadora más vendida en la historia de China. Se vendieron más de 1'000.000 unidades solo en el año 2000.

### Fusiones, adquisiciones y asociaciones
Lenovo trabaja para integrar la gestión de cada empresa recién adquirida en su cultura más amplia. Lenovo tiene un equipo dedicado de fusiones y adquisiciones que rastrea el progreso de estas integraciones. Lenovo tiene una reunión anual donde la administración de las empresas recién adquiridas se reúne con sus 100 ejecutivos principales. En estas reuniones, celebradas en inglés, Lenovo explica su estrategia global y cómo los nuevos ejecutivos encajan en sus planes.

#### IBM
Lenovo adquirió el negocio de computadoras personales de IBM en 2005, incluidas las líneas ThinkPad de computadoras portátiles y tabletas. La adquisición de Lenovo de la división de computadoras personales de IBM aceleró el acceso a los mercados extranjeros al tiempo que mejoraba la marca y la tecnología de Lenovo. Lenovo pagó $1.250 millones de dólares estadounidenses por el negocio informático de IBM y asumió una deuda adicional de $500 millones de dólares estadounidenses. Esta adquisición convirtió a Lenovo en el tercer fabricante de computadoras más grande del mundo por volumen.
Con respecto a la compra de la división de computadoras personales de IBM, Liu Chuanzhi dijo: «Nos beneficiamos de tres maneras de la adquisición de IBM. Obtuvimos la marca ThinkPad, la tecnología de fabricación de PC más avanzada de IBM y los recursos internacionales de la compañía, como sus canales de ventas globales y equipos de operación. Estos tres elementos han aumentado nuestros ingresos por ventas en los últimos años».
IBM adquirió una participación del 18,9% en Lenovo en 2005 como parte de la compra de Lenovo de la división de computación personal de IBM. Desde entonces, IBM ha reducido constantemente sus tenencias de acciones de Lenovo. En julio de 2008, el interés de IBM en Lenovo cayó por debajo del umbral del 5% que exige la divulgación pública.
IBM les vendió sus líneas de servidores basadas en los procesadores Intel, incluidas IBM System x e IBM BladeCenter, a Lenovo en 2014. Lenovo dice que obtendrá acceso a más clientes empresariales, mejorará sus márgenes de beneficio y desarrollará una relación más estrecha con Intel, el fabricante de la mayoría de los procesadores de servidores, a través de la adquisición del negocio de servidores basado en x86 de IBM. El 1 de octubre de 2014, Lenovo cerró su adquisición de la división de servidores de IBM, con un precio final de $2,1 mil billones. Lenovo dijo que esta adquisición tuvo un precio más bajo que el anunciado previamente $2.4 mil millones en parte debido a un cambio en el valor de los inventarios de IBM. El acuerdo ya ha sido aprobado por Europa, China y Estados Unidos. Según los informes, el Departamento del Tesoro de los Estados Unidos sobre el Comité de Inversión Extranjera en los Estados Unidos (CFIUS) fue el último obstáculo para Lenovo, ya que Estados Unidos tiene las políticas más estrictas. Según Timothy Prickett-Morgan de Enterprise Tech, el acuerdo aún espera «la aprobación de los reguladores en China, la Comisión Europea y Canadá».
Después del cierre, Lenovo dijo que su objetivo era convertirse en el mayor fabricante de servidores del mundo. Lenovo también anunció planes para comenzar a integrar la fuerza laboral de IBM. La adquisición agregó a 6500 nuevos empleados a Lenovo. Lenovo dijo que no tiene intención inmediata de recortar empleos. Lenovo dijo que las posiciones en investigación y desarrollo y roles orientados al cliente como el marketing estarían "100% protegidos", pero esperaba una "racionalización" de su cadena de suministro y adquisiciones.
Lenovo dijo que sus servidores x86 estarán disponibles para todos sus socios de canal. Lenovo planea reducir los precios de los productos x86 para ganar cuota de mercado. Esto va en alianza con la visión del futuro de IBM en torno a las tecnologías de nube y su propia arquitectura de procesador POWER.
La adquisición de IBM por parte de Lenovo es posiblemente uno de los mejores estudios de caso sobre la fusión de grandes empresas internacionales. Aunque esta adquisición en 2005 finalmente tuvo éxito, la integración de los negocios tuvo un comienzo difícil y desafiante. Lenovo tenía empleados de diferentes culturas, diferentes orígenes y diferentes idiomas. Estas diferencias causaron malentendidos, obstaculizaron la confianza y la capacidad de construir una nueva cultura corporativa. Al final de sus primeros dos años, Lenovo Group había enfrentado muchos de sus desafíos originales, incluida la integración de dos culturas dispares en la empresa recién formada, el mantenimiento de la imagen de la marca Think en cuanto a calidad e innovación, y la mejora de la cadena de suministro y la eficiencia en la fabricación. Sin embargo, Lenovo no logró cumplir un objetivo clave de la fusión: aprovechar la fuerza combinada de las dos compañías para aumentar el volumen y la participación en el mercado. Para lograr el éxito, Lenovo adoptó la diversificación en múltiples niveles: modelo de negocio, cultura y talento. Para 2015, Lenovo se convirtió en el fabricante de PC número 1 del mundo, el fabricante de teléfonos inteligentes número 3 y el número 3 en la producción de tabletas.

#### Dispositivos móviles
Lenovo vendió su división de teléfonos inteligentes y tabletas en 2008 por $100,000,000 dólares estadounidenses para enfocarse en computadoras personales y luego pagó $200'000.000 para comprarlo en noviembre de 2009. A partir de 2009, la división móvil ocupó el tercer lugar en términos de participación unitaria en el mercado de teléfonos móviles de China. Lenovo invirtió CN¥100'000.000 en un fondo dedicado a proporcionar fondos iniciales para el desarrollo de aplicaciones móviles para su tienda de aplicaciones en línea LeGarden. A partir de 2010, LeGarden tenía más de 1.000 programas disponibles para LePhone. Al mismo tiempo, LeGarden contó con 2.774 desarrolladores individuales y 542 compañías de desarrolladores como miembros.
Lenovo ingresó al mercado de teléfonos inteligentes en 2012 y rápidamente se convirtió en el mayor proveedor de teléfonos inteligentes en China continental. La entrada en el mercado de teléfonos inteligentes se combinó con un cambio de estrategia de "la talla única para todos" a una cartera diversa de dispositivos. Estos cambios fueron impulsados por la popularidad del iPhone de Apple y el deseo de Lenovo de aumentar su cuota de mercado en China continental. Lenovo pasó a Apple para convertirse en el proveedor número 2 de teléfonos inteligentes para el mercado chino en 2012. Sin embargo, debido a que se venden alrededor de 100 marcas de teléfonos inteligentes en China, este segundo solo equivale a una participación de mercado del 10,4%.
En mayo de 2012, Lenovo anunció una inversión de $793 millones de dólares estadounidenses en la construcción de una instalación de fabricación e I+D de teléfonos móviles en Wuhan, China.

#### NEC
El 27 de enero de 2011, Lenovo formó una empresa conjunta para producir computadoras personales con la firma japonesa de electrónica NEC. Las compañías dijeron en un comunicado que establecerían una nueva compañía llamada Lenovo NEC Holdings, que se registrará en los Países Bajos. NEC recibió US$175 millones en acciones de Lenovo. Lenovo tenía una participación del 51% en la empresa conjunta, mientras que NEC tendría el 49%. Lenovo tiene una opción de cinco años para ampliar su participación en la empresa conjunta.
Esta empresa conjunta tenía la intención de aumentar las ventas mundiales de Lenovo al expandir su presencia en Japón, un mercado clave para computadoras personales. NEC escindió su negocio de computadoras personales en la empresa conjunta. A partir de 2010, NEC controlaba aproximadamente el 20% del mercado japonés de computadoras personales, mientras que Lenovo tenía una participación del 5%. Lenovo y NEC también acordaron explorar la cooperación en otras áreas, como servidores y tabletas.
Roderick Lappin, presidente de la empresa conjunta Lenovo-NEC, dijo a la prensa que las dos compañías ampliarán su cooperación para incluir el desarrollo de tabletas.
En abril de 2014, Lenovo compró una cartera de patentes de NEC relacionadas con la tecnología móvil. Estos incluyeron más de 3.800 familias de patentes en países de todo el mundo. La compra incluyó patentes esenciales para las tecnologías celulares 3G y LTE y otras patentes relacionadas con teléfonos inteligentes y tabletas.

#### Medion
En junio de 2011, Lenovo anunció que planeaba adquirir el control de Medion, una empresa alemana de fabricación de productos electrónicos. Lenovo dijo que la adquisición duplicaría su participación en el mercado informático alemán, convirtiéndolo en el tercer mayor vendedor por ventas (después de Acer y Hewlett-Packard). El acuerdo, que se cerró en el tercer trimestre del mismo año, fue el primero en el que una empresa china adquirió una conocida empresa alemana.
Esta adquisición le dará a Lenovo el 14% del mercado alemán de computadoras. Gerd Brachmann, presidente de Medion, acordó vender dos tercios de su participación del 60 por ciento en la compañía. Se le pagará en efectivo por el 80 por ciento de las acciones y recibirá el 20 por ciento en acciones de Lenovo. Eso le daría alrededor del uno por ciento de Lenovo.

#### CCE
En septiembre de 2012, Lenovo acordó adquirir la empresa de electrónica con sede en Brasil Digibras, que vende productos bajo la marca CCE, por un precio base de 300 millones de reales (US$148 millones) en una combinación de acciones y efectivo. Se hizo un pago adicional de 400 millones de reales dependiendo de los parámetros de rendimiento. Antes de su adquisición de CCE, Lenovo ya estableció una fábrica de $30 millones en Brasil, pero la gerencia de Lenovo había sentido que necesitaban un socio local para maximizar el crecimiento regional. Lenovo citó su deseo de aprovechar el aumento de las ventas debido a la Copa Mundial de Fútbol de 2014 que organizaría Brasil y los Juegos Olímpicos de Verano 2016 y la reputación de calidad de CCE. Tras la adquisición, Lenovo anunció que sus adquisiciones posteriores se concentrarían en software y servicios.

#### Stoneware
En septiembre de 2012, Lenovo acordó adquirir la compañía de software con sede en Estados Unidos Stoneware, en su primera adquisición de software. Se esperaba que la transacción se cerrara a fines de 2012; no se han revelado detalles financieros. Lenovo dijo que la compañía fue adquirida para obtener acceso a nuevas tecnologías y que no se espera que Stoneware afecte significativamente las ganancias. Más específicamente, se adquirió Stoneware para promover los esfuerzos de Lenovo para mejorar y expandir sus servicios de computación en la nube. Durante los dos años anteriores a su adquisición, Stoneware se asoció con Lenovo para vender su software. Durante este período, las ventas de Stoneware se duplicaron. Stoneware se fundó en el año 2000. A partir de septiembre de 2012, Stoneware tiene su sede en Carmel, Indiana y cuenta con 67 empleados.

#### Lenovo y NetApp
En septiembre de 2018, Lenovo y NetApp anunciaron una asociación estratégica y una empresa conjunta en China. Como parte de una asociación estratégica, Lenovo inició dos nuevas líneas de sistemas de almacenamiento: DM-Series y DE-Series. Ambos sistemas de almacenamiento que utilizan hardware de Lenovo y software de NetApp: DM-Series con ONTAP OS y DE-Series SANtricity OS.

#### LenovoEMC
LenovoEMC fue una empresa conjunta de Lenovo y EMC y ofreció soluciones de almacenamiento conectado a la red (NAS). Los productos de LenovoEMC se ofrecían anteriormente bajo la marca Iomega. A partir de 2018, lenovoemc.com ahora redirige a lenovo.com, y Lenovo ha retirado todos los productos LenovoEMC en su página de productos, informando que los productos ya no están disponibles para comprar en lenovo.com.

#### Motorola Mobility
El 29 de enero de 2014, Google anunció que vendería Motorola Mobility a Lenovo por US$2,91 mil millones. Cuando Google y Lenovo anunciaron por primera vez la adquisición de Motorola, dijeron que la compra se financiaría con $660 millones en efectivo, $750 millones en acciones de Lenovo y un pagaré de $1,5 mil millones con vencimiento en tres años. A partir de febrero de 2014, Google posee alrededor del 5,94% de las acciones de Lenovo. El acuerdo incluye líneas de teléfonos inteligentes como el Moto X y Moto G y el Droid Turbo. Lenovo también obtuvo la futura hoja de ruta del producto Motorola Mobility. Google retendrá la unidad de Tecnologías y Proyectos Avanzados y todas menos 2000 de las patentes de la compañía. Lenovo recibirá licencias libres de regalías para todas las patentes retenidas por Google.
Lenovo ha declarado que Motorola se compró en gran parte debido a sus relaciones de larga data con operadores de redes celulares en los Estados Unidos y el Reino Unido. Lenovo anteriormente tenía dificultades para ingresar al Reino Unido debido a la alta proporción de clientes que firman contratos y reciben teléfonos de operadores. Un ejecutivo de Lenovo dijo: «Hay muchas razones por las que compramos Motorola, pero principalmente porque tiene un historial de distribución en el Reino Unido. Motorola ha establecido relaciones duraderas con el mercado en América del Norte y el Reino Unido, donde la gente está vinculada a su operador de red».
Lenovo recibió la aprobación de la Unión Europea para su adquisición de Motorola en junio de 2014. En un comunicado, la Unión Europea dijo: «La Comisión concluyó que la adquisición propuesta no plantearía problemas de competencia en relación con los dispositivos móviles inteligentes (teléfonos inteligentes y tabletas), dado la posición limitada en el mercado de las partes y la presencia de otros proveedores fuertes en el mercado». En el momento de la aprobación de la UE, Lenovo dijo que estaba en camino de obtener la aprobación final de la fusión en los Estados Unidos.
La adquisición se completó el 30 de octubre de 2014. Motorola Mobility permanecerá con sede en Chicago y continuará utilizando la marca Motorola, pero Liu Jun, presidente del negocio de dispositivos móviles de Lenovo, se convirtió en el líder de la compañía.

#### DataCore
En marzo de 2017, Lenovo anunció que se estaba asociando con la compañía de virtualización de almacenamiento de software con sede en Fort Lauderdale, Florida DataCore para agregar el software de procesamiento de E/S paralelo de DataCore a los dispositivos de almacenamiento de Lenovo. Según los informes, los servidores fueron diseñados para superar los arreglos SAN de la Red de área de almacenamiento (SAN).

#### Fujitsu
En 2017, Lenovo formó una empresa conjunta con Fujitsu y el Banco de Desarrollo de Japón. En la empresa conjunta, Fujitsu venderá a Lenovo una participación del 51% en Fujitsu Client Computing Limited. DBJ adquirirá una participación del 5%.

#### TOP500
En 2018, Lenovo se convirtió en el proveedor más grande del mundo para las supercomputadoras TOP500.

### Actualidad
Actualmente, el 39,6% de Lenovo es propiedad de socios públicos, el 42,4% de Legend Holdings, Limited, el 7,9% de IBM y el 10,1% de Texas Pacific Group, General Atlantic y Newbridge Capital LLC. Debido a que la Academia China de las Ciencias, una agencia del gobierno de China, posee el 65% de Legend Holdings, efectivamente el gobierno de ese país posee el 27,5% de Lenovo y es por ende el socio mayoritario.

## Nombre
"Lenovo" es un acrónimo de "Le-" (de Legend) y "novo", ablativo latino para "nuevo". El nombre chino (chino simplificado: 联想; chino tradicional: 聯想; pinyin: sobre este sonidoLiánxiǎng) significa "asociación" (como en "asociación de palabras") o "pensamiento conectado". También puede implicar creatividad.
Durante los primeros 20 años de su existencia, el nombre en inglés de la compañía era "Legend" (chino: 联想; Liánxiǎng). En 2002, Yang Yuanqing decidió abandonar la marca Legend para expandirse internacionalmente. "Legend" ya estaba en uso por muchas empresas en todo el mundo (cuyos productos y servicios (en los Estados Unidos, por ejemplo) incluirían los de los ámbitos tecnológico y no tecnológico de la industria y el comercio), lo que hace imposible para registrarse en la mayoría de las jurisdicciones. En abril de 2003, la compañía anunció públicamente su nuevo nombre, "Lenovo", con una campaña publicitaria que incluía enormes vallas publicitarias y anuncios televisivos en horario estelar. Lenovo gastó 18 millones de RMB en una campaña publicitaria televisiva de ocho semanas. Las vallas publicitarias mostraban el logotipo de Lenovo contra el cielo azul con una copia que decía: "La trascendencia depende de cómo pienses". A finales de 2003, Lenovo había gastado un total de 200 millones de RMB en cambio de marca.

## Productos y servicios

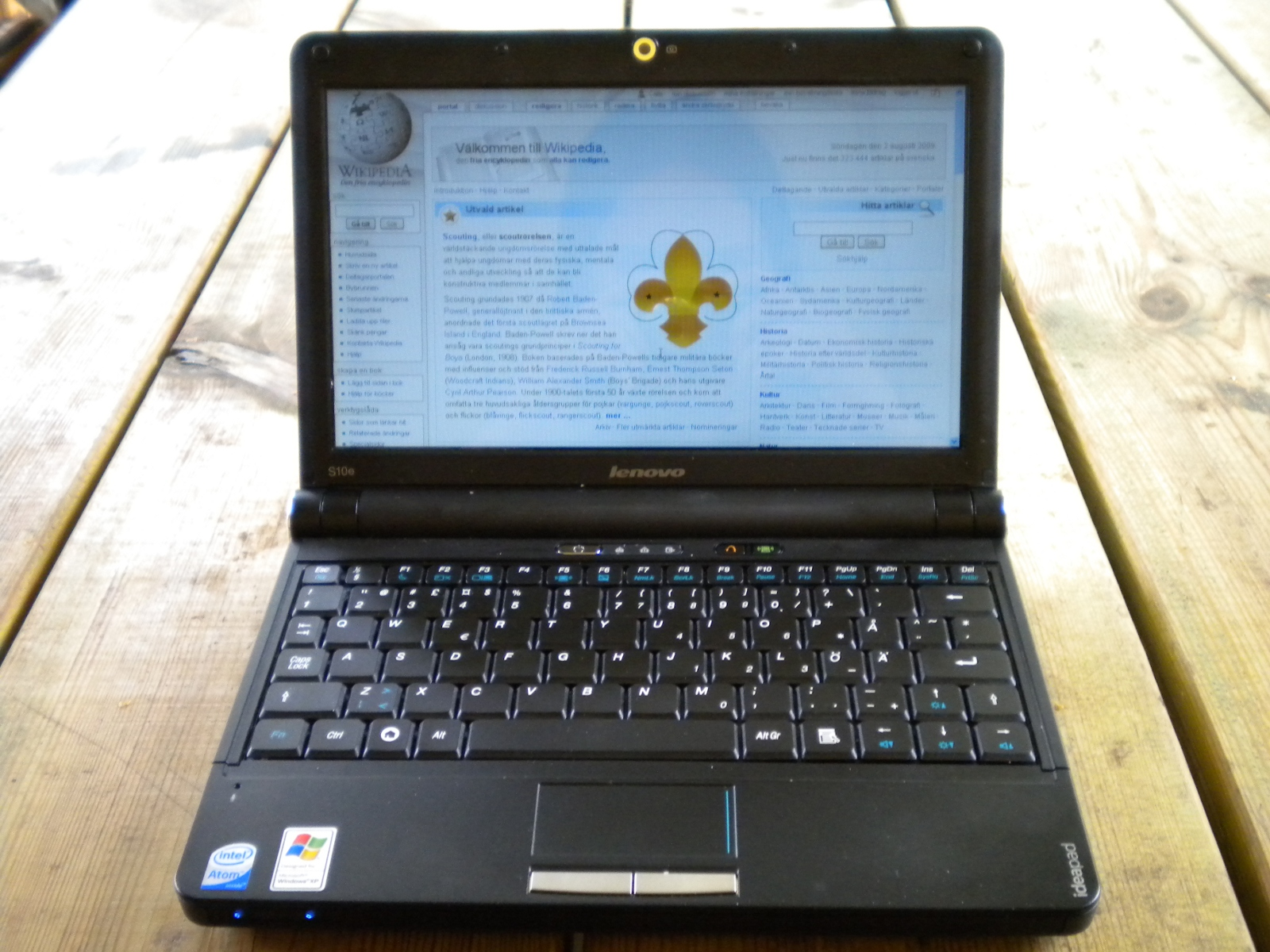
Computadora Lenovo IdeaPad S10e con teclado en idioma sueco.

### n personal, de nconiteclado en  os y para jugadores
Lenovo comercializa la línea de computadoras portátiles ThinkPad, las líneas de computadoras portátiles IdeaPad, Yoga y Legion, y las líneas de computadoras de escritorio IdeaCentre y ThinkCentre.
Se expandió significativamente en 2005 mediante la adquisición del negocio de computadoras personales de IBM, incluidas sus líneas ThinkPad y ThinkCentre. A partir de enero de 2013, los envíos de computadoras con la marca THINK se han duplicado desde la adquisición de la marca por parte de Lenovo, con márgenes de beneficio superiores al 5%. Lenovo expandió agresivamente la marca THINK lejos de las computadoras portátiles tradicionales en favor de las tabletas y dispositivos híbridos como ThinkPad Tablet 2, ThinkPad Yoga, ThinkPad 8, ThinkPad Helix y ThinkPad Twist; El cambio se produjo como respuesta a la creciente popularidad de los dispositivos móviles y al lanzamiento de Windows 8 en octubre de 2012. Lenovo ha logrado un éxito significativo con esta estrategia de alto valor y ahora controla más del 40% del mercado de computadoras con Windows por encima de $900 en los Estados Unidos.

#### ThinkPad
ThinkPad es una línea de computadoras portátiles orientadas a los negocios, conocidas por su diseño negro cuadrado, inspirado en una lonchera tradicional japonesa. Los ThinkPads fueron originalmente un producto de IBM; Lenovo los ha fabricado y vendido desde principios de 2005, luego de la adquisición de la división de computadoras personales de IBM. El ThinkPad se ha utilizado en el espacio y fueron las únicas computadoras portátiles certificadas para su uso en la Estación Espacial Internacional.

#### ThinkCentre
ThinkCentre es una línea de computadoras de escritorio orientadas a los negocios que fue presentada en 2003 por IBM (en reemplazo de la línea NetVista) y desde entonces ha sido producida y vendida por Lenovo desde 2005. Las computadoras ThinkCentre generalmente incluyen procesadores de gama media a alta, opciones para tarjetas gráficas discretas y soporte para múltiples monitores. Similar a la línea de computadoras ThinkPad, ha habido líneas presupuestarias de computadoras con la marca ThinkCentre en el pasado. Algunos ejemplos de esto incluyen: serie M55e, serie A50, serie M72. Sin embargo, estas líneas de "presupuesto" suelen ser "clientes ligeros".

#### ThinkServer
La línea de productos ThinkServer comenzó con el TS100 de Lenovo. El servidor fue desarrollado bajo un acuerdo con IBM, por el cual Lenovo produciría servidores de un solo socket y de doble socket basados en la tecnología xSeries de IBM. Una característica adicional del diseño del servidor fue un paquete de soporte dirigido a las pequeñas empresas. El objetivo de este paquete de soporte era proporcionar a las pequeñas empresas herramientas de software para facilitar el proceso de administración de los servidores y reducir la dependencia del soporte de TI.
En junio de 2017, el ejecutivo de desarrollo empresarial de Lenovo, Les Roach, declaró que "vamos a hacer un rediseño limpio de toda nuestra cartera de servidores. Verá todos los modelos nuevos, nuevos factores de forma, algunas ofertas más densas y una nueva marca. No será System X o ThinkServer. Tendrá una nueva apariencia, pero mantendrá la ingeniería básica". La fusión está programada para el verano de 2017.

#### ThinkStation
Las ThinkStations de Lenovo son estaciones de trabajo diseñadas para la informática de alta gama. En 2008, Lenovo expandió el enfoque de su marca THINK para incluir estaciones de trabajo, con la ThinkStation S10 siendo el primer modelo lanzado.

#### ThinkVision displays
Los monitores de alta gama se comercializan con el nombre de ThinkVision. Las pantallas ThinkVision comparten un lenguaje de diseño común con otros dispositivos THINK, como la línea ThinkPad de computadoras portátiles y computadoras de escritorio ThinkCentre. En el CES Internacional de 2014, Lenovo anunció el ThinkVision Pro2840m, una pantalla 4K de 28 pulgadas dirigida a profesionales. Lenovo también anunció otro dispositivo táctil de 4K de 28 pulgadas con Android que puede funcionar como una PC todo en uno o una pantalla externa para otros dispositivos.
En el CES Internacional de 2016, Lenovo anunció dos pantallas con conectividad USB-C y DisplayPort. El monitor ThinkVision X24 Pro es una pantalla de bisel delgado de 1920 x 1080 píxeles de 24 pulgadas que utiliza un panel LCD IPS. La ThinkVision X1 es una pantalla de bisel delgado de 3840 por 2160 píxeles de 27 pulgadas que utiliza un panel de 10 bits con una cobertura del 99% de la gama de colores sRGB. El X24 incluye una base de carga inalámbrica para teléfonos móviles. El X1 es el primer monitor en recibir la certificación TUV Eye-Comfort. Ambos monitores tienen puertos HDMI 2.0, admiten computadoras portátiles de carga, teléfonos móviles y otros dispositivos, y tienen cámaras Intel RealSense 3D para admitir el reconocimiento facial. Ambas pantallas tienen micrófonos de matriz dual y altavoces estéreo de 3 vatios.

#### IdeaPad
La línea IdeaPad de computadoras portátiles orientadas al consumidor se introdujo en enero de 2008. El IdeaPad es el resultado de la investigación y el desarrollo propios de Lenovo; A diferencia de la línea ThinkPad, su diseño y marca no fueron heredados de IBM. El lenguaje de diseño de IdeaPad difiere notablemente del ThinkPad y tiene un aspecto y una sensación más centrados en el consumidor.
El 21 de septiembre de 2016, Lenovo confirmó que su serie Yoga no está diseñada para ser compatible con los sistemas operativos Linux, que saben que es imposible instalar Linux en algunos modelos y que no es compatible. Esto vino a raíz de la cobertura de los medios de los problemas que los usuarios estaban teniendo al intentar instalar Ubuntu en varios modelos de Yoga, incluyendo el 900 ISK2, 900 ISK For Business, 900S y 710, que se remontaban a la desactivación de Lenovo y la eliminación de soporte para el modo de almacenamiento AHCI para la unidad de estado sólido del dispositivo en el BIOS de la computadora, a favor de un modo RAID que solo es compatible con los controladores de Windows 10 que vienen con el sistema.

#### IdeaCentre
Todos los IdeaCentre son máquinas todo en uno que combinan el procesador y el monitor en una sola unidad. Los escritorios fueron descritos por HotHardware como "diseñados de forma única". El primer escritorio de IdeaCentre, el IdeaCentre K210, fue anunciado por Lenovo el 30 de junio de 2008. Si bien la línea IdeaCentre consiste solo en computadoras de escritorio, comparte elementos de diseño y características con la línea IdeaPad. Una de esas características fue la tecnología de reconocimiento facial Veriface.
En CES 2011, Lenovo anunció el lanzamiento de cuatro computadoras de escritorio IdeaCentre: el A320, B520, B320 y C205. En el otoño de 2012, la empresa presentó la IdeaCentre A720 más poderosa, con una pantalla táctil de 27 pulgadas y Windows 8. Con un sintonizador de TV y entrada HDMI, el A720 también puede servir como un concentrador multimedia o PC de home theater.
En 2013, Lenovo agregó una computadora de mesa a la línea IdeaCentre. La Lenovo IdeaCentre Horizon Table PC, presentada en el International CES 2013, es una computadora con pantalla táctil de 27 pulgadas diseñada para ser plana para el uso simultáneo de varias personas. Gracias a su uso de Windows 8, Horizon también puede funcionar como una computadora de escritorio cuando se instala en posición vertical.

#### Legion
La línea Legion de computadoras portátiles orientadas al consumidor se estrenó en febrero de 2017. La marca Legion es el resultado de la investigación y del propio desarrollo de Lenovo para el público amante de los juegos por computadora. Por lo tanto, Lenovo quiso atacar este mercado con una clara diferencia; sus computadoras no afectan demasiado el bolsillo de los compradores que las comparan con otras marcas más económicas.
Como la línea IdeaPad, la serie Legion fue hecha exclusivamente por Lenovo para los denominados «gamers»: se inspeccionó que Lenovo hizo asociaciones con otras marcas que estaban presentes en este mercado, una hablaba de Razer en un principio, pero Lenovo decidió declinar ante esta opción y planteó que este proyecto podría realizarse de forma autónoma.

## Imagen corporativa

Antiguo logotipo de Lenovo usado desde 1984 hasta 2003.
Antiguo logotipo de Lenovo usado desde 2003 hasta 2015.
Isologotipo de Lenovo usado desde 2015.[Nota 3]

## Galería

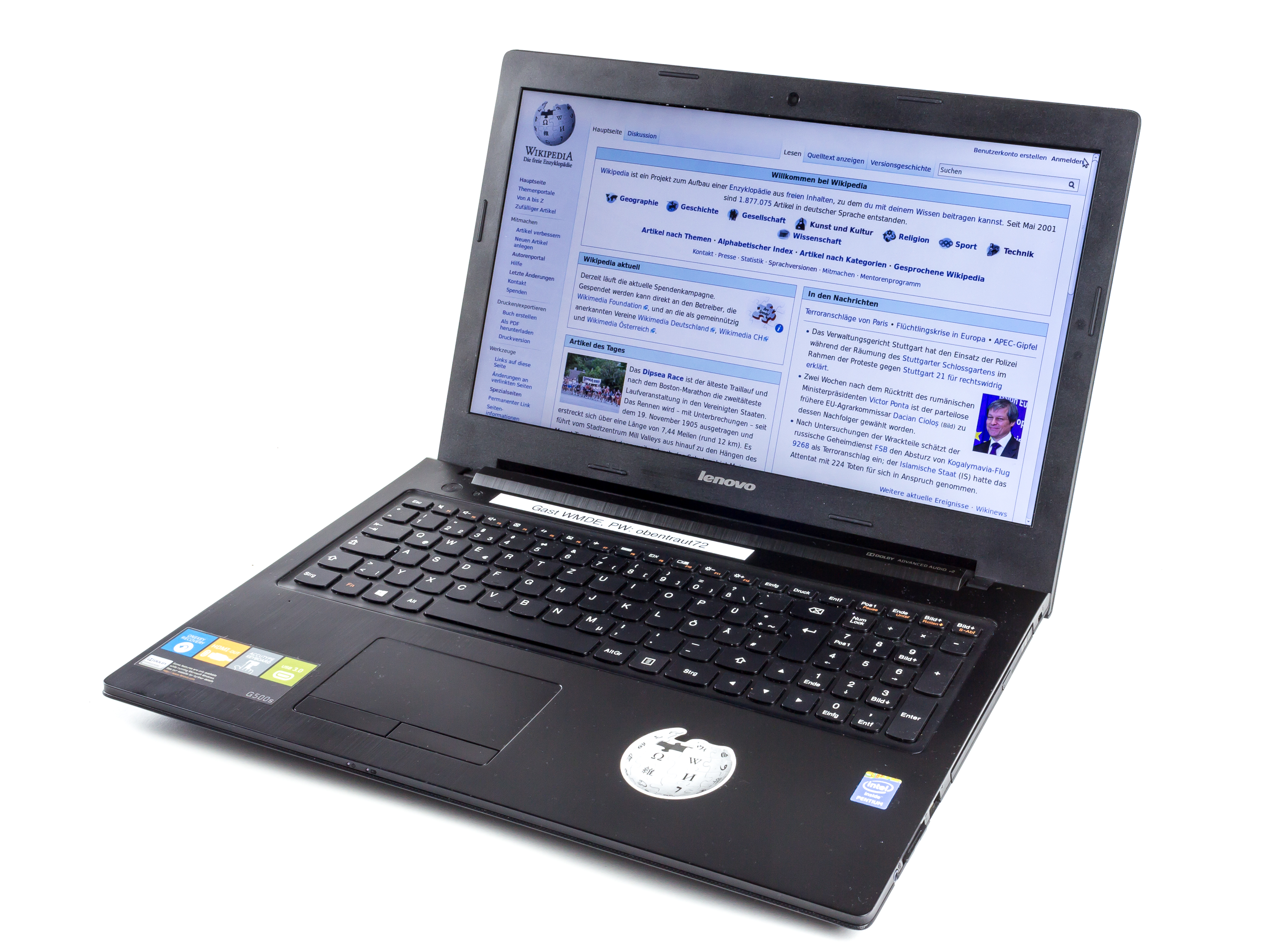
Lenovo-Notebook G500s.
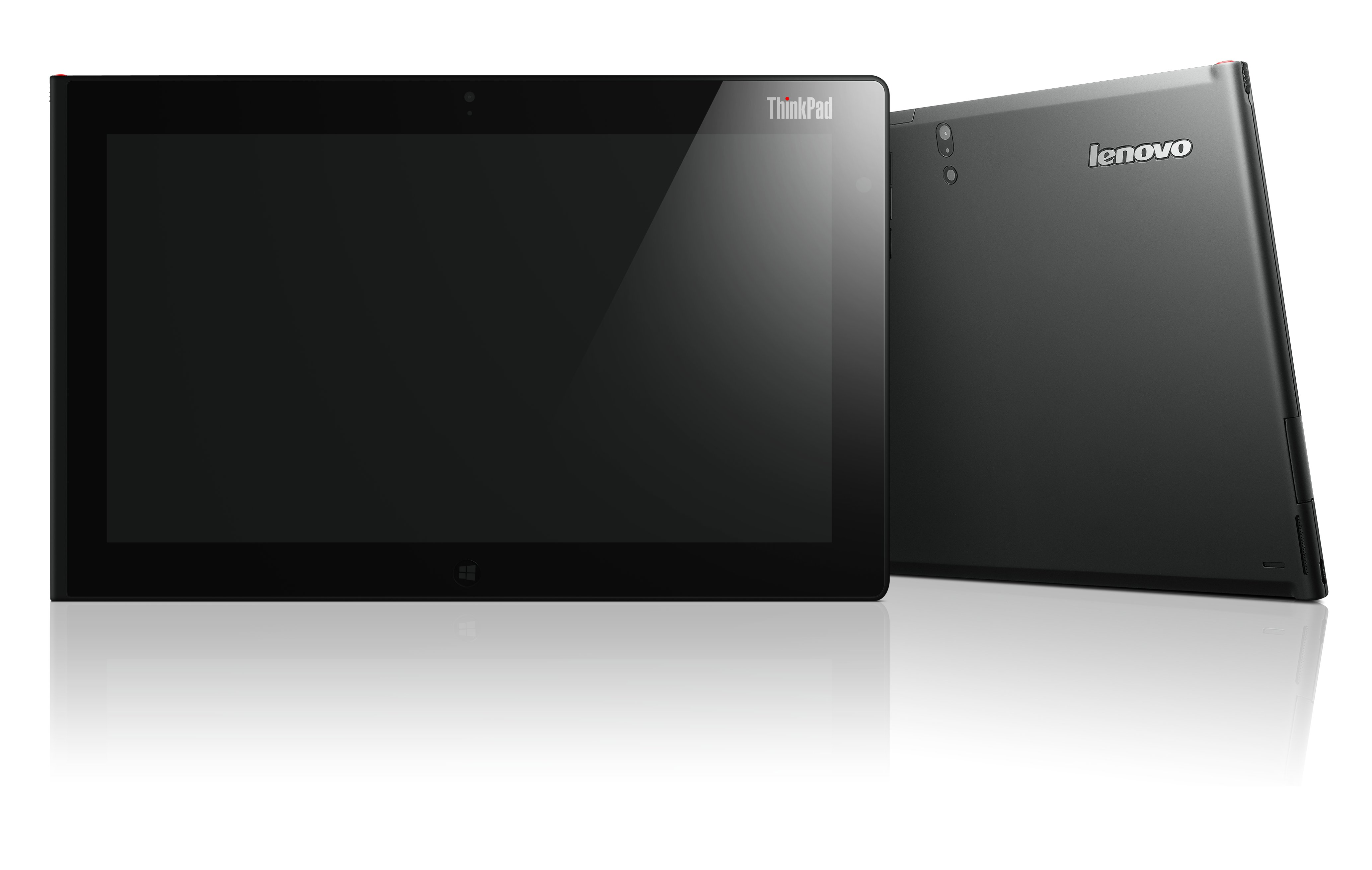
ThinkPad Tablet 2.
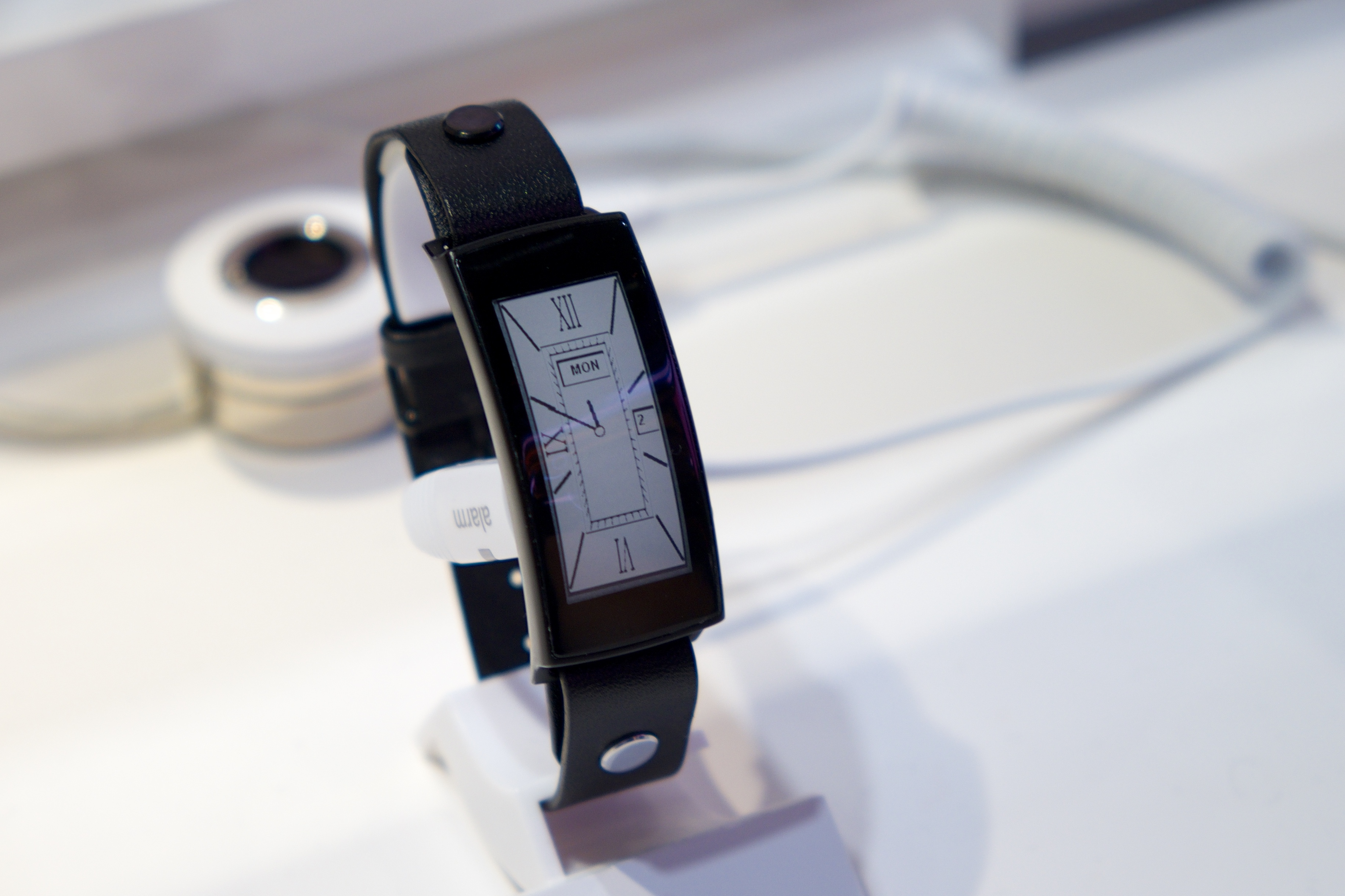
Lenovo Smartwatch.
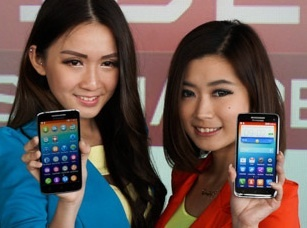
Smartphones Lenovo Vibe X.
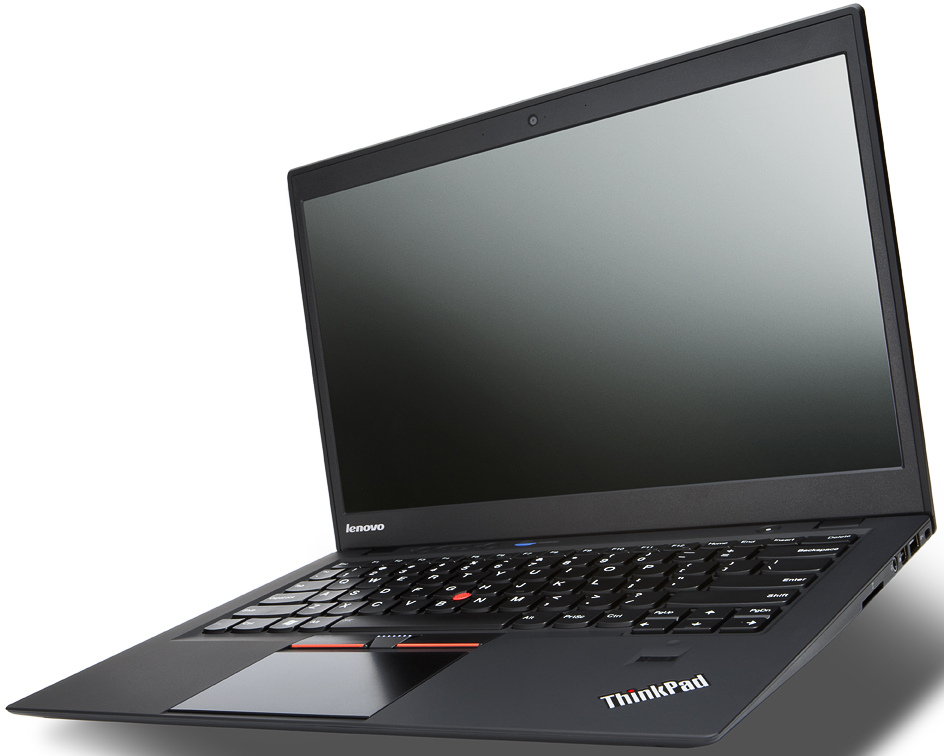
Lenovo ThinkPad X1 Ultrabook.
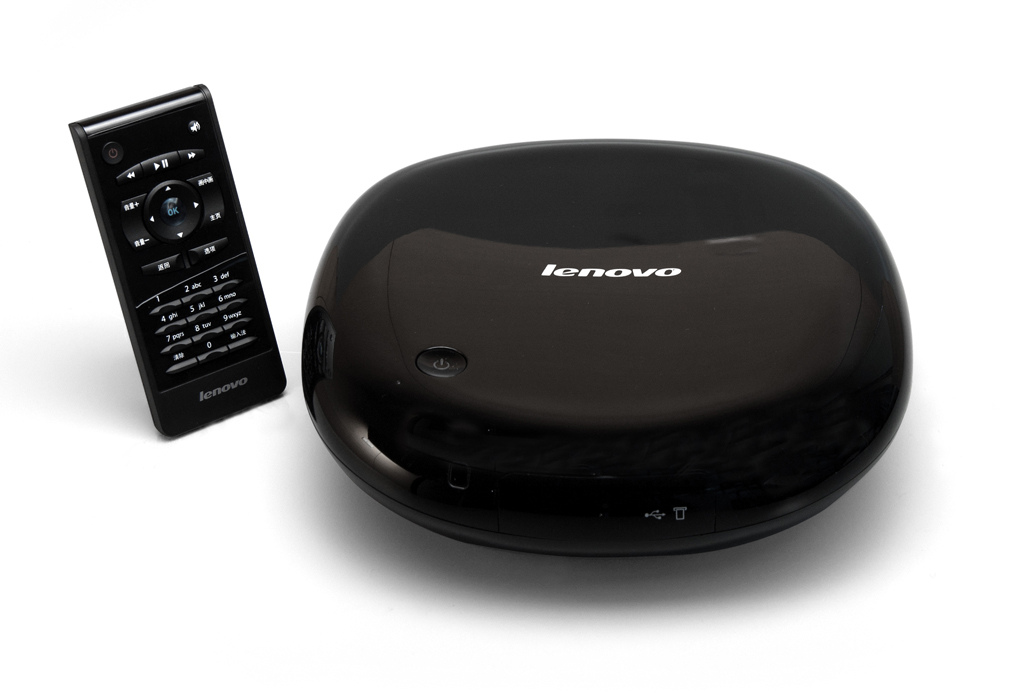
Un decodificador de TV A30 de Lenovo.

## Cronología

### Década de 1980
- 1981: IBM PCD presenta su primer ordenador personal: el IBM PC.
- 1984: IBM PCD presenta un primer ordenador móvil: el PC móvil de IBM de 13,5 kilos de peso. Con una inversión de capital inicial de tan solo 200.000 RMB, (25.000 USD), el presidente fundador de Lenovo, Liu Chuanzhi, junto con 10 colaboradores que comparten su misma ideología, crea la empresa New Technology Developer Inc. (predecesora de Legend Group) financiada por Academia de las ciencias china.
- 1987: IBM PCD presenta el ordenador personal Personal System/2. Legend implanta con éxito la tarjeta y más con caracteres chinos Legend.
- 1988: La tarjeta con caracteres chinos de Legend recibe el máximo galardón al progreso científico-tecnológico nacional de China (National Science-Technology Progress Award). Creación de Legend Hong Kong.
- 1989: Creación de Beijing Legend Computer Group Co.

### Década de 1990
- 1990: Se lanza al mercado el primer PC de Legend. Legend pasa de ser un agente para la importación de productos informáticos a producir y vender productos informáticos con su propia marca. El programa China Torch Program ratifica y acepta los PC de Legend.
- 1992: IBM PCD presenta ThinkPad, el primer portátil del sector con una pantalla de transistor de película fina (TFT) en color de 10,4 pulgadas y un dispositivo de puntero TrackPoint (bola roja). Legend introduce el concepto Home PC (ordenador personal) y los ordenadores Home PC 1 + 1 de Legend penetran en el mercado.
- 1993: Legend entra en la era Pentium y crea el primer PC “586” de China.

Legend establece una red de ordenadores para consumo 1+1.
- 1994: IBM PCD presenta el primer portátil del sector con CD-ROM integrado: el ThinkPad 755CD. Legend cotiza en la bolsa de Hong Kong. Se crea formalmente la división empresarial de PC de Legend.
- 1995: IBM PCD presenta el teclado “mariposa”. IBM PCD se traslada de Boca Raton (Florida) a Raleigh (Carolina del Norte). Legend presenta el primer servidor con su propia marca.
- 1996: Legend se convierte en el líder de mercado chino por primera vez. Legend presenta el primer portátil de la marca Legend.
- 1997: IBM PCD presenta el primer portátil del sector con DVD-ROM: el ThinkPad 770. Legend firma un contrato de propiedad intelectual con Microsoft, el trato más ventajoso que China cerró en esa época. Legend lanza la primera impresora láser multifunción.
- 1998: IBM PCD presenta el primer dispositivo ThinkLight del sector, una pequeña luz que ilumina el teclado ideal para entornos con poca luz como, por ejemplo, un avión.
- 1998: Se fabricó el PC de Legend que suma un millón. El presidente de Intel, Andy Grove, asiste a la ceremonia y se lleva el PC para exponerlo en la colección del museo de Intel. Legend inaugura la primera Legend Shop.
- 1999: IBM PCD presenta el primer miniportátil del sector, con un peso que no llega a 1,3 kilos, puertos estándar y un teclado cuyo tamaño es un 95 por ciento del tamaño completo. IBM PCD anuncia su retirada del mercado minorista. IBM PCD presenta el primer PC del sector con un chip de seguridad integrado. Legend se convierte en el primer proveedor de PC de la región de Asia Pacífico y lidera el ranking nacional chino de las 100 primeras empresas de electrónica. Legend lanza su pionero Internet PC, con la función “One-Touch-to-the-Net”, que facilita el acceso a Internet a millones de usuarios de PC.

### Década de 2000
- 2000: IBM PCD vende su Computador portátil ThinkPad que suma 10 millones. Las acciones de Legend aumentan vertiginosamente de valor y Legend se convierte en valor constituyente del índice Hang Seng, el valor de tecnología punta más emblemático de Hong Kong. Legend se halla entre los 10 primeros proveedores de sistemas PC mejor dirigidos del mundo. Legend es considerado “La principal compañía de la República Popular de China” en las principales revistas financieras del mundo.
- 2001: Un portátil de IBM con chip de seguridad incorporado se convierte en el primero del sector que obtiene la certificación de Trusted Computing Platform Alliance, organización del sector que establece estándares de seguridad de datos. Legend se independiza con éxito de Digital China Co. Ltd., que cotiza separadamente en la bolsa de Hong Kong. Yang Yuanqing es nombrado presidente y director general de Legend. Legend es el primero en introducir el concepto de “hogar digital” y lanza el PC de habilitación de accesorios.
- 2002: IBM PCD presenta ImageUltra y Rapid Restore, las primeras tecnologías de recuperación automática de datos de su clase. IBM PCD anuncia el acuerdo de outsourcing de los sistemas de sobremesa con Sanmina-SCI. Legend presenta su primera convención sobre innovación tecnológica, “Legend World 2002”, que abre la “era tecnológica” de Legend. Legend introduce su concepto visionario para el futuro de las aplicaciones y el desarrollo tecnológico, su proyecto de aplicaciones de colaboración, así como sus estrategias de implementación de este tipo de aplicaciones.
- 2002: El superordenador de Legend, DeepComp 1800, sale al mercado. Se trata del primer ordenador de China con 1.000 GFLOP (operaciones de coma flotante por segundo) y el sistema más rápido del país para uso particular. Ocupa el puesto número 43 en la lista de los 500 ordenadores más rápidos del mundo. Anuncio de la empresa conjunta de teléfonos móviles que marca la entrada formal de Legend en el mercado de telefonía móvil.
- 2003: IBM PCD presenta el primer ordenador portátil del sector con una batería de vida ampliada con autonomía de hasta 11 horas. IBM PCD presenta su línea de sistemas de sobremesa ThinkCentre (sucesor de la línea NetVista). IBM PCD presenta Active Protection System, el primer portátil del sector con airbag que protege el disco duro y los datos en caso de que se produzca una caída del sistema. IBM PCD vende su portátil ThinkPad que suma 20 millones. Legend anuncia la creación de su nuevo logotipo “Lenovo” y se prepara para la expansión en el mercado internacional. Lenovo, basándose en la tecnología de aplicaciones de colaboración, crea el grupo de trabajo IGRS junto con algunas grandes empresas y el Ministerio de la industria de la información chino para promover el establecimiento del estándar del sector. Lenovo realiza la campaña Lenovo Tech Show 2003 a escala nacional para promocionar su innovación. Lenovo desarrolla DeepComp 6800 en noviembre de 2003 con gran éxito. La empresa se sitúa en el puesto número 14 de la lista global.
- 2004: IBM PCD presenta el portátil ultracompacto ThinkCentre, cuyo tamaño no supera al de una caja de cereales. IBM PCD presenta el primer portátil que incorpora un lector de huellas dactilares. IBM PCD vende su PC que suma 100 millones (incluyendo sistemas portátiles y de sobremesa). Lenovo se convierte en socio olímpico internacional. Es la primera empresa china que se convierte en socio de equipos informáticos del COI. Lenovo decide desarrollar el mercado rural con el lanzamiento de la serie de PC “Yuanmeng”, diseñados para usuarios urbanos particulares. Lenovo e IBM anuncian un acuerdo mediante el cual Lenovo adquirirá IBM Personal Computing Division, su negocio global de PC (sistemas portátiles y de sobremesa). La adquisición da paso a un líder de PC global de primer orden (la tercera empresa más importante).
- 2005: Lenovo finaliza la adquisición de la División de Informática Personal de IBM, haciendo de esta empresa un nuevo competidor internacional TI y la tercera empresa en suministros informáticos más grande del mundo.
- 2005: Lenovo anuncia el cierre de una inversión estratégica de 350 millones US$ con tres importantes empresas con capitales propios: Texas Pacific Group, General Atlantic LLC y Newbridge Capital LLC.
- 2005: Lenovo crea un nuevo Centro de Innovación en Research Triangle Park, N.C., para permitir la colaboración entre los clientes, socios, soluciones para proveedores e ISVs, en la creación de nuevas soluciones informáticas.
- 2005: Lenovo presenta el Tablet PC más delgado, ligero y seguro del mercado, el ThinkPad X41 Tablet.
- 2005: Lenovo presenta el primer ThinkPad de pantalla panorámica con tecnología WAN inalámbrica incorporada, el ThinkPad Z60, disponible por primera vez con cubierta de titanio.
- 2005: Lenovo se convierte en el mayor proveedor mundial de PC con compatibilidad biométrica al vender su PC número un millón con lector de huellas dactilares integrado.
- 2005: William J. Amelio es nombrado director general y presidente de Lenovo.
- 2006: Lenovo presenta los primeros PC portátiles ThinkPad de doble núcleo, que mejoran la productividad y aumentan la vida de la batería hasta 11 horas.
- 2006: La tecnología de Lenovo da un soporte a los Juegos Olímpicos de Invierno de 2006 de Turín, Italia, con 5000 PC de sobremesa, 350 servidores y 1.000 ordenadores portátiles. Lenovo también ofrece siete salas de Internet para los atletas olímpicos y los visitantes.
- 2006: Los primeros productos Lenovo fuera de China hacen su debut en el mercado internacional.
- 2007: Lenovo gana el concurso de diseño para la Antorcha Olímpica de Pekín 2008 con un diseño llamado “La nube de la promesa”. La empresa utilizó 30 personas entre ingenieros y diseñadores trabajando durante 10 meses.
- 2007: Lenovo se convierte en el principal patrocinador del equipo Williams Racing.
- 2007: Lenovo anuncia que comenzará a comercializar portátiles con Linux preinstalado.
- 2009: Lenovo anuncia la comercialización de la distribución Ubuntu de Linux preinstalado. Lenovo pasa a ser el proveedor oficial del equipo Vodafone McLaren Mercedes de Fórmula 1 lo que consiguió las primeras ventas en España.

### Década de 2010
- 2010: Lenovo comienza la distribución masiva de su primer PC "todo en uno" la AIO C300.
- 2011: Lenovo compra la División Informática de NEC para formar la empresa más grande de Asia y Oriente.
- 2011: Lenovo anuncia el lanzamiento de sus tres modelos de tableta, el “IdeaPad K1 con Android 3.1”, el “IdeaPad P1 con Windows 7” y el “ThinkPad con Android 3.1”.
- 2012: Lenovo compra al mayor fabricante de electrodomésticos brasileño CCE, pero en 2015, se deshizo el acuerdo.
- 2014: Lenovo compra el negocio de servidores de IBM por 1690 millones de euros.[89]
- 2014: Lenovo compra el 20% de Motorola Mobility a Google por 2,910 millones de dólares.[89]
- 2016: Lenovo renombra a Motorola bajo la marca Moto y Lanza Lenovo Vibe.
- 2016: Se anuncia que todos los teléfonos de Lenovo utilizarán la marca Moto.
- 2017: Se adentra en el mundo de los e-sports, creando el equipo Lenovo Legión para la VFO en Fifa17 (España).
- 2017: Lenovo Deshace el anterior renombramiento "Moto" a "Motorola" de nuevo (Motorola Moto).
- 2017: Lenovo compra en noviembre la división de ordenadores de Fujitsu.
- 2018: Lenovo se convierte en patrocinador del equipo Scuderia Ferrari.
- 2018: Lenovo presenta el 'smartphone' Z5 Pro GT 855, el primero con Snapdragon 855.

## Problemas para instalar Linux
En septiembre de 2016, se difundió la noticia que Lenovo no permitía la instalación de Linux en sus notebooks, señalándose a la empresa Microsoft como responsable. Sin embargo, ni Microsoft tenía nada que ver, ni Lenovo actuó de manera premeditada. El asunto se solucionó mediante una actualización de la BIOS.